# Heteropoda atollicola
Heteropoda atollicola är en spindelart som beskrevs av Pocock 1904. Heteropoda atollicola ingår i släktet Heteropoda och familjen jättekrabbspindlar. Inga underarter finns listade i Catalogue of Life.